# Matthijs van Duijvenbode
Matthijs van Duijvenbode of ook wel Thijs van Duijvenbode of Duijf (Heemskerk, 3 juni 1981) is een Nederlandse zanger, keyboardspeler, producer en liedjesschrijver.

## Biografie

### Jeugd
Van Duijvenbode studeerde Communicatiewetenschap aan de Universiteit van Amsterdam. Tijdens zijn studie werkte hij aan verschillende muzikale projecten. Na het afronden van zijn studie ging hij werken bij dagblad de Sp!ts als internetmarketeer.

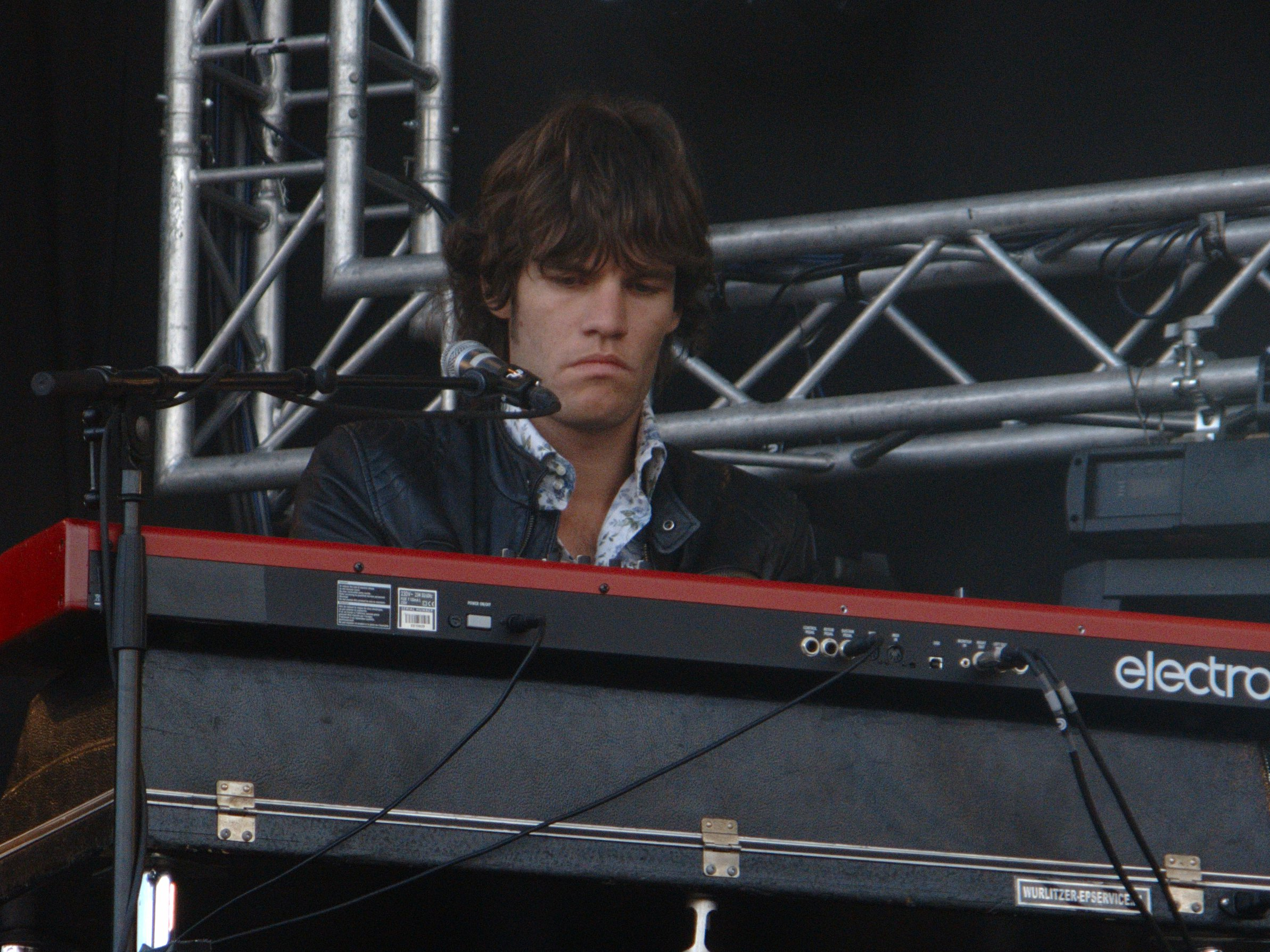
Matthijs van Duijvenbode als toetsenist bij Tim Knol op de Zwarte Cross 2011.

### Muzikale carrière
Van Duijvenbode begon zijn carrière als zanger en keyboardspeler in de Rolling Stones-tributeband Flip the Switch. In 2004 trad hij toe tot Do-The-Undo, de band die Anne Soldaat oprichtte, na het uiteengaan van Daryll-Ann. Na het uiteengaan van deze band, sloot hij zich aan bij Johan, waar hij de band versterkte tijdens concerten. In 2008 kwam hij in contact met Tim Knol, over wie hij zich ontfermde als manager, producer en schrijfpartner. Zowel op Knols debuutplaat Tim Knol en de opvolger Days staan diverse nummers van Van Duijvenbode, al dan niet in samenwerking met Knol. Van Duijvenbode speelde tevens in de liveband van Knol en in de begeleidingsband van Soldaat's soloproject, als toetsenist.
In 2013 was Van Duijvenbode als producer verantwoordelijk voor het album "Seek and sigh" van Tangarine.  In hetzelfde jaar kwam het debuutalbum uit Douwe Bob, winnaar van de talentenjacht De beste singer-songwriter van Nederland. Op dit album was Van Duijvenbode, evenals bij Tim Knol, voor een groot deel verantwoordelijk voor de songwriting. Ook speelt Van Duijvenbode in de live-band van Douwe Bob.
Eind 2013 startte hij zijn eigen band Sky Pilots met onder andere Robin Berlijn en Kees Schaper. In april 2014 verscheen hiervan het debuutalbum.
In mei 2015 kwam Douwe Bob's album Pass It On uit. Ook aan dit album schreef Van Duijvenbode mee. Pass It On kreeg veel airplay, maar single Sweet Sunshine was de grote hit. In 2016 ging hij met Douwe Bob mee naar het Eurovisiesongfestival 2016 in Stockholm. Alwaar ze het nummer Slow down ten gehore brachten. Ze bereikten de finale, waar ze een 11e plaats in de wacht sleepten.

## Discografie

### MetDo-The-Undo
- Do-The-Undo (2004)

### MetTim Knol
- Tim Knol (2010)
- Music in my room (2010)
- Days (2011)

### MetTangarine
- Seek & Sigh (2013)

### MetDouwe Bob
- Born in a storm (album) (2013)
- Pass it on (album) (2015)
- Fool bar (album) (2016)
- The Shape I'm In (album) (2018)

### MetSky Pilots
- Sky Pilots (2014)